# 易州
易州（えきしゅう）は、中国にかつて存在した州。隋代から民国初年にかけて、現在の河北省保定市一帯に設置された。

## 隋代
581年（開皇元年）、隋により易州が立てられ、下部に1郡3県を管轄した。583年（開皇3年）、隋が郡制を廃すると、易州の属郡の昌黎郡は廃止された。607年（大業3年）に州が廃止されて郡が置かれると、易州は上谷郡と改称され、下部に6県を管轄した。隋代の行政区分に関しては下表を参照。
| 隋代の行政区画変遷 | 隋代の行政区画変遷 | 隋代の行政区画変遷 | 隋代の行政区画変遷 | 隋代の行政区画変遷 | 隋代の行政区画変遷                    |
| 区分               | 開皇元年           | 開皇元年           | 開皇元年           | 区分               | 大業3年                               |
| ------------------ | ------------------ | ------------------ | ------------------ | ------------------ | ------------------------------------- |
| 州                 | 易州               | 幽州               | 蔚州               | 郡                 | 上谷郡                                |
| 郡                 | 昌黎郡             | 范陽郡             | 霊丘郡             | 県                 | 易県 遂城県 永楽県 遒県 淶水県 飛狐県 |
| 県                 | 新昌県 永楽県 遒県 | 范陽県             | 広昌県             | 県                 | 易県 遂城県 永楽県 遒県 淶水県 飛狐県 |

## 唐代
621年（武徳4年）、唐が竇建徳を滅ぼすと、上谷郡は易州と改められた。742年（天宝元年）、易州は上谷郡と改称された。758年（乾元元年）、上谷郡は易州の称にもどされた。易州は河北道に属し、易・遂城・淶水・容城・満城・五迴の6県を管轄した。
五代のときには、易州は定州節度使に属した。

## 宋代
989年（統和7年）、遼が北宋から易州を奪取し、高陽軍が置かれた。遼の易州は南京析津府に属し、易・淶水・容城の3県を管轄した。
1122年（宣和4年）、金が易州を北宋に返還した。北宋の易州は燕山府路に属し、易・淶水・容城の3県を管轄した。
1125年（天会3年）、北宋の易州戍将の韓民毅が金に降った。金の易州は中都路に属し、易・淶水の2県を管轄した。

## 元代
1239年、モンゴル帝国により易州は順天府に属した。1273年（至元10年）、元により易州は大都路に転属した。1286年（至元23年）、易州は保定路に転属した。易州は易・淶水・定興の3県を管轄した。

## 明代以降
明のとき、易州は保定府に属し、淶水県を管轄した。
1733年（雍正11年）、清により易州は直隷州に昇格した。易州直隷州は直隷省に属し、淶水・広昌の2県を管轄した。
1913年、中華民国により易州直隷州は廃止された。